# デリリオン
デリリオン (Delirion) は、スペインのシンフォニックパワーメタルバンド。

## メンバー

### 現メンバー
- セルジオ・サエス Sergio Sáez (Guitar)
- アナ・デ・ミゲル Ana de Miguel (Keyboards)
- ヘルマン・カルボネル Germán Carbonell (Drums)
- クリストファー・リポール Cristopher Ripoll (Vocals)
- Paco M. Castillo (Bass)

### 旧メンバー
- ラファ・カルモナ Rafa Carmona (Bass)
- ロマン・プラネリエス Román Planelles (Drums)
- ルベン・ピカソ Rubén Picazo (Vocals)

## ディスコグラフィー
- Demo 2005 (2005)
- Silent Symphony (2009)
- Lotus (2010)